# Soumaila Samake
Soumaila Samake, né le 18 mars 1978 à Bougouni au Mali, est un joueur malien de basket-ball évoluant au poste de pivot.

## Biographie

### Carrière en club
Mesurant 2,13 m pour 111 kg, il évolue au poste de pivot. Il a joué pour Union Olimpija à Ljubljana, puis pour Cincinnati Stuff en International Basketball League (IBL).
Il a été choisi en 36e position de la Draft 2000 de la NBA par les Nets du New Jersey.
En National Basketball Association (NBA), Soumaila  a débuté pour les Nets lors de la saison 2000/01. Il a participé à 34 rencontres, apportant 1,4 point et 1.6 rebond. Après cette première saison en NBA, il rejoint le club des Orlandina Basket en Italie. Pour la saison 2002/03, il est retourné en NBA pour jouer pour les Lakers de Los Angeles. Lors de cette saison, il apporte 1,7 point, 1.8 rebond pour un pourcentage de réussite acceptable de 42 %.
Plus tard, il a joué en Europe. Il a ainsi évolué avec le Slovan Ljubljana en Slovénie. En 2007, il a joué pour Ohod Al Madina en Arabie saoudite. Actuellement, ce globe-trotter évolue en Chine pour les Jilin Northeast Tigers.

### Équipe nationale
De 1999 à 2011, Soumaila joue en équipe nationale du Mali.